# Ядерний спін
Ядерний спін (англ. nuclear spin, рос. ядерный спин) — внутрішній момент кількості руху ядра (J).
Тут моделлю атомного ядра може бути додатньо заряджена кулька, що обертається. Величина ядерного спіна є залежною від так званого спінового квантового числа I, яке набирає значень 0, 1/2, 1, 3/2, 2, 5/2 … .
J = (h/2π) (I(I+1)1/2,
де h — стала Планка.
Ядра з ненульовим спіновим моментом проявляють магнітні властивості, що використовується у спектроскопії. Спін ½ мають ядра 1H, 13C, 15N, 31P тощо.